# Església del Salvador (Pequín)
L'Església del Salvador (xinès simplificat: 救世主堂), coneguda col·loquialment com a Església Xishiku (xinès simplificat: 西什库天主堂) o Beitang (xinès simplificat: 北堂, literalment «església del nord») és una església catòlica situada en el Districte de Xicheng, Pequín, República Popular de la Xina. És una de les esglésies més decorades de totes les catedrals i esglésies de Pequín.
L'església va ser establerta originàriament pels jesuïtes el 1703 prop de Zhongnanhai (enfront de l'antiga Biblioteca de Pequín), en terrenys atorgats per l'emperador Kangxi de la dinastia Qing a la Companyia de Jesús el 1694, després de la seva recuperació d'una malaltia gràcies als coneixements mèdics dels pares jesuïtes Jean-François Gerbillon i Joachim Bouvet. L'emperador també va escriure a mà la placa cal·ligràfica i poemes per a l'edifici. Es va denominar «Església del Salvador» i va obrir oficialment el 9 de febrer de 1703.
El 1887 es va traslladar l'església i es va reconstruir en el seu emplaçament actual, a petició de l'Emperador Guangxu, que necessitava els terrenys originals, prop de la Ciutat Prohibida, per crear el Parc de Zhongnanhai. L'actual catedral gòtica i la treballada façana de marbre gris es va construir el 1890, sota la direcció del missioner lazarista Bisbe Pierre-Marie-Alphonse Favier (1837-1905), qui la va dissenyar. Es troba en un terreny espaiós, envoltat per pins i roures i dos pavellons xinesos.
Al costat de l'església hi ha l'oficina del bisbe de Pequín i està afiliada amb l'Associació Patriòtica Catòlica Xina.

## El setge de Beitang (14 de juny al 16 d'agost de 1900)

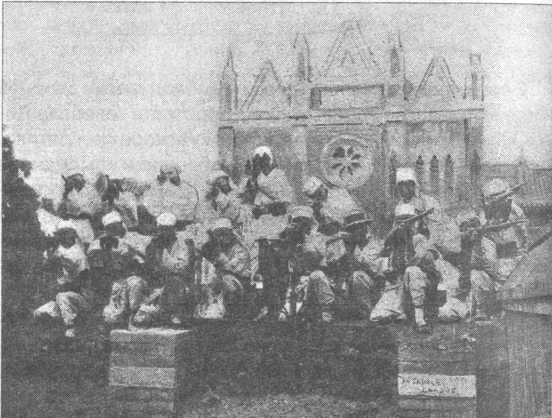
Els defensors de Beitang (1900)

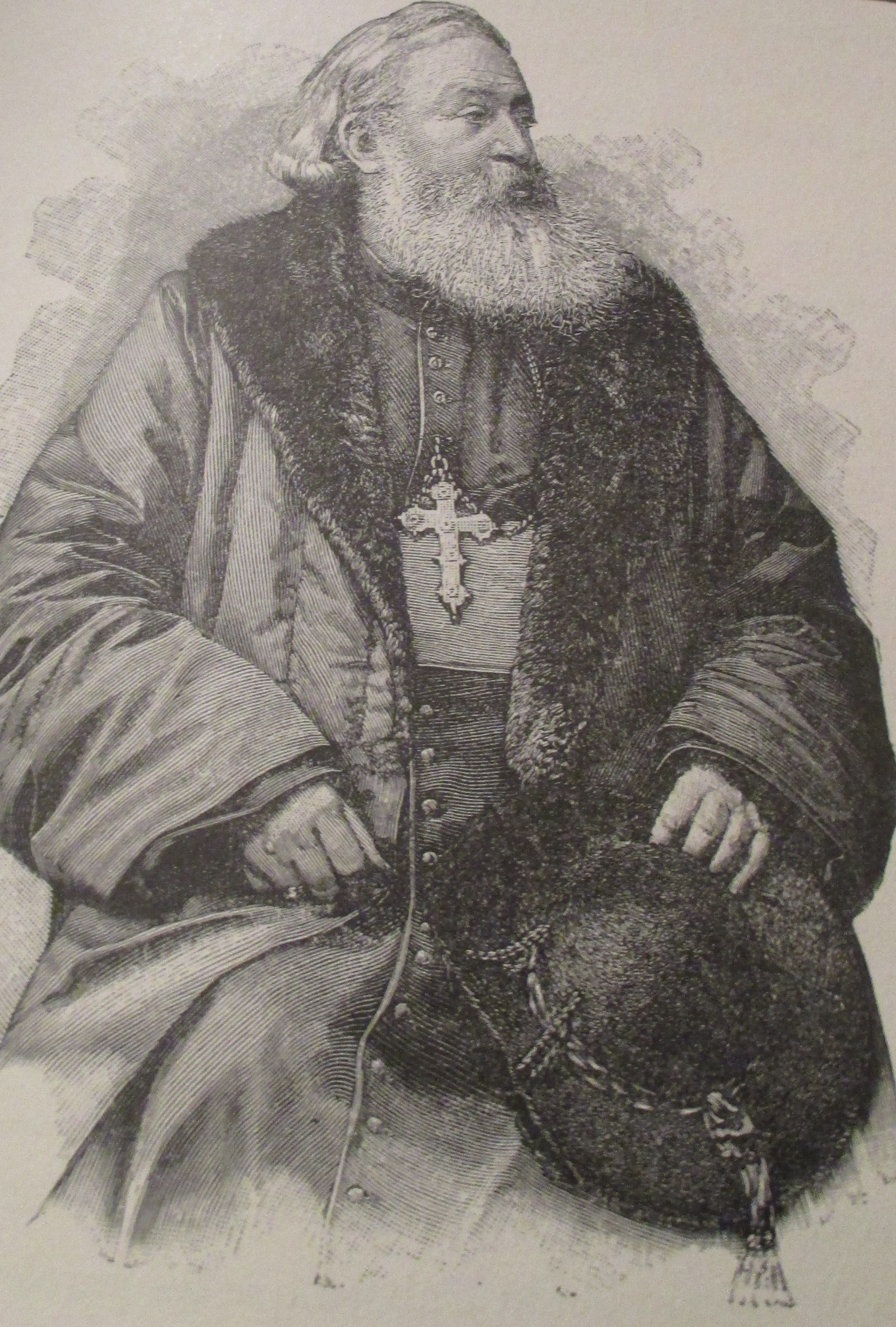
Pierre-Marie-Alphonse Favier

Durant la rebel·lió dels bòxers, l'església va ser assetjada per uns deu mil boxers des del 14 de juny fins al 16 d'agost de 1900. La seva defensa va ser liderada per Pierre-Marie-Alphonse Favier (1837-1905), el vicari apostòlic de l'Arxidiòcesi de Pequín, i arquitecte de la catedral. Segons W.A.P. Martin: «la defensa de la catedral constitueix la pàgina més brillant de la història del setge». «La defensa reeixida de Favier de la Catedral Peitang de Pequín era poc menys que un miracle cristià.» Segons Martin, «La catedral nova, o del nord, situada en un terreny descobert, es considerava incapaç de la defensa. Monsenyor Favier va decidir valentament defensar-la i, per tant, preservar les vides de tres mil conversos que s'havien refugiat en ella.» Atès que la catedral se situava prop de la Ciutat Imperial, prop de la Porta de l'Oest, a uns tres quilòmetres del barri de les delegacions, estava aïllada de les delegacions estrangeres. Martin explica:
| « | Fins que es va aixecar el setge, no obstant això, no teníem coneixement de la gravetat del conflicte que vam haver de lliurar per mantenir a ratlla a l'enemic; encara que estàvem separats per tan sols tres quilòmetres en línia recta, teníem la comunicació completament tallada, com si estiguéssim en el pol nord. | » |

Les esglésies de l'Est i del Sud van resultar greument malmeses, i també altres edificis de l'Església Catòlica a Pequín. Favier va estimar que durant la rebel·lió dels bòxers entre 15.000 i 20.000 membres del seu grup van ser assassinats i tres cambres de les capelles van ser destruïdes. Durant el setge, més de 3.900 persones (inclosos uns cent europeus, principalment dones i nens, i 850 orfes) van cercar refugi en els murs de l'església, que va ser defensada per solament quaranta-un marines francesos i italians, dirigits per dos oficials francesos. Creient que l'església seria atacada pels bóxers, des de mitjan maig Favier va ser capaç de reunir grans quantitats de menjar, armes i municions, però el gran nombre de refugiats va fer necessari un racionament sever fins que els japonesos van aixecar el setge el 16 d'agost de 1900. Durant el seu viatge a la Xina l'estiu de 1901, el missioner i estadista Arthur Judson Brown (1856-1963) va entrevistar a Favier, qui va donar una descripció detallada del dany infligit durant el setge: 
| « | Vaig visitar al famós bisbe. Era un francès corpulent i amb barba molt poblada d'uns seixanta-cinc anys aparentment. Ens va rebre molt cordialment i va parlar ràpidament sobre el setge. Va dir que dels vuitanta europeus i 3.400 cristians que van estar amb ell durant el setge, 2.700 eren dones i nens. Quatre-cents van ser enterrats, dels quals quaranta van morir per bales, vint-i-cinc per una explosió, vuitanta-u per una altra explosió i un per una altra explosió. De la resta, alguns van morir de malalties però la major part de fam. Vint-i-un nens es van enterrar al mateix temps en una tomba. A part d'aquests quatre-cents que van ser assassinats o que van morir, molts més van ser volats en trossos en explosions de manera que no es va poder trobar res per enterrar. Cinquanta-un nens van desaparèixer d'aquesta manera. | » |